# Âm chất quốc ngữ
Âm chất quốc ngữ là một thư tịch cổ của Việt Nam, được in lần đầu năm 1887, dưới thời vua Đồng Khánh. Đây là một bản lược dịch tác phẩm âm chất văn của Hòe Phù ra thơ Nôm. Thư tịch do Quảng Phát in lại năm Bảo Đại thứ 4 (1929), theo bản in năm Đồng Khánh thứ 3 (1888). Đây là bản dịch Nôm Kinh Phát nguyện theo thể 6 - 8 (phần trên là nguyên văn chữ Hán, phần dưới là bản dịch Nôm).